# 인스브루크란트군

인스브루크란트군의 위치

인스브루크란트군(독일어: Bezirk Innsbruck-Land)은 오스트리아 티롤주에 위치한 군으로 행정 중심지는 인스브루크이며 면적은 1,990.17km2, 인구는 181,698명(2021년 기준), 인구 밀도는 91명/km2이다. 헌장 도시로 지정된 인스브루크 전체를 둘러싸고 있으며 북쪽으로는 독일 바이에른주, 동쪽으로는 슈바츠군, 남쪽으로는 이탈리아 남티롤(볼차노도), 서쪽으로는 임스트군과 접한다.

## 하위 행정 구역
1개 도시, 8개 시장도시, 54개 일반 시를 관할한다.
- 도시
  - 할인티롤(Hall in Tirol)
- 시장도시
  - 풀프메스(Fulpmes)
  - 마트라이암브레너(Matrei am Brenner)
  - 룸(Rum)
  - 슈타인나흐암브레너(Steinach am Brenner)
  - 텔프스(Telfs)
  - 푈스(Völs)
  - 바텐스(Wattens)
  - 치를(Zirl)
- 일반 시
  - 아프잠(Absam)
  - 알드란스(Aldrans)
  - 암파스(Ampass)
  - 악삼스(Axams)
  - 바움키르헨(Baumkirchen)
  - 비르기츠(Birgitz)
  - 엘뵈겐(Ellbögen)
  - 플라우를링(Flaurling)
  - 프리첸스(Fritzens)
  - 그나덴발트(Gnadenwald)
  - 괴첸스(Götzens)
  - 그리스암브레너(Gries am Brenner)
  - 그리스임젤라인(Gries im Sellrain)
  - 그린첸스(Grinzens)
  - 그슈니츠(Gschnitz)
  - 하팅(Hatting)
  - 인칭(Inzing)
  - 케마텐인티롤(Kematen in Tirol)
  - 콜자스(Kolsass)
  - 콜자스베르크(Kolsassberg)
  - 란스(Lans)
  - 로이타슈(Leutasch)
  - 미더스(Mieders)
  - 밀스(Mils)
  - 무테르스(Mutters)
  - 나테르스(Natters)
  - 나비스(Navis)
  - 노이슈티프트임슈투바이탈(Neustift im Stubaital)
  - 오버호펜임인탈(Oberhofen im Inntal)
  - 오베른베르크암브레너(Obernberg am Brenner)
  - 오버페르푸스(Oberperfuss)
  - 파치(Patsch)
  - 페트나우(Pettnau)
  - 파펜호펜(Pfaffenhofen)
  - 폴링인티롤(Polling in Tirol)
  - 랑겐(Ranggen)
  - 라이트바이제펠트(Reith bei Seefeld)
  - 린(Rinn)
  - 장크트지그문트임젤라인(Sankt Sigmund im Sellrain)
  - 샤르니츠(Scharnitz)
  - 슈미른(Schmirn)
  - 쇤베르크임슈투바이탈(Schönberg im Stubaital)
  - 제펠트임티롤(Seefeld in Tirol)
  - 젤라인(Sellrain)
  - 지스트란스(Sistrans)
  - 텔페스임슈투바이(Telfes im Stubai)
  - 타우르(Thaur)
  - 트린스(Trins)
  - 툴페스(Tulfes)
  - 운터페르푸스(Unterperfuss)
  - 팔스(Vals)
  - 폴더스(Volders)
  - 바텐베르크(Wattenberg)
  - 빌더미밍(Wildermieming)